# Siegfried Kühn (Regisseur)
Siegfried Kühn (* 14. März 1935 in Breslau) ist ein deutscher Regisseur und Drehbuchautor.

## Leben
Kühn wurde in Breslau geboren. Seine Kindheit verbrachte er bei seiner Großmutter Anna Seipold, der er später in seinem Film Kindheit ein Denkmal setzte, auf einem Hof in Ölschen in Schlesien. Ab 1947 lebte Kühn mit seiner Mutter und seinem Stiefvater im Westsektor Berlins, siedelte dann aber 1950 nach Eisleben in die DDR um. Hier begann er nach der Schulzeit eine Arbeit im Bergbau.
In den Jahren 1955 und 1956 arbeitete Kühn zunächst als Bergbauingenieur. Zur Vorbereitung eines Einsatzes in Nordkorea wechselte er zum Bergbau-Außenhandel nach Berlin. Dieser Plan scheiterte letztlich an der Westverwandtschaft. Als sein Entschluss feststand, sich um die Aufnahme an die Filmhochschule zu bewerben, überbrückte er die Wartezeit als Redakteur im Berliner Verlag Technik bei der Fachzeitschrift Neue Hütte.
Ab 1958 begann er das Filmregie-Studium. Er studierte zunächst ein Jahr an der Deutschen Hochschule für Filmkunst in Potsdam-Babelsberg und ging danach an das Moskauer Institut für Kinematographie, wo er bei Sergei Gerassimow lernte. Während seiner Zeit in Moskau inszenierte Kühn Bertolt Brechts Der aufhaltsame  Aufstieg des Arturo Ui am Theater der Filmschauspieler. Eine geplante Verfilmung des Dramas im Lenfilm-Studio wurde auf Intervention der Brecht-Witwe Helene Weigel verhindert. In Moskau drehte er seinen ersten Spielfilm Oni ne proidut (Sie kommen nicht wieder). Von 1965 bis 1966 arbeitete Kühn als Regisseur am Satire-Theater in Moskau, wo er Rolf Schneiders Der Prozess Richard Waverly inszenierte.
Als er in die DDR zurückkehrte, widmete er sich zunächst noch der Theaterarbeit und arbeitete eine Zeitlang als Assistent bei Benno Besson am Deutschen Theater. Mit dem Dokumentarfilm Das rote Plakat machte er aber 1967 erneut als Filmregisseur auf sich aufmerksam. Der umstrittene Film kam auf Veranlassung der Akademie der Künste nicht in den Verleih.
Danach arbeitete er als Spielfilmregisseur bei der DEFA. Bei den meisten seiner Filme war er auch Autor oder Mitautor des Drehbuchs. Als ersten DEFA-Spielfilm inszenierte Kühn 1969 Im Spannungsfeld, einen Gegenwarts- und Auftragsfilm, der sich mit der wissenschaftlich-technischen Revolution auseinandersetzt. Im Jahr 1970 folgte sein Film Zeit der Störche, der nach einer Erzählung von Herbert Otto die Liebesbeziehung zwischen einer Lehrerin und einem Ölbohr-Arbeiter beschreibt. In diesem Film hatte Winfried Glatzeder seine erste Hauptrolle.
Als eines der bedeutendsten Werke von Kühn gilt heute der 1973 entstandene Film Das zweite Leben des Friedrich Wilhelm Georg Platow. Er handelt von einem von Fritz Marquardt dargestellten Schrankenwärter, dessen Posten nach der Modernisierung der Strecke nicht mehr gebraucht wird und der sich anstelle seines Sohnes in einen Lehrgang schmuggelt. Der Film stieß bei der DDR-Führung auf Ablehnung. Es wurde angewiesen, dass der Film ohne offizielle Premiere nur in kleinen Kinos gespielt werden darf und nach vier Tagen aus dem Programm zu nehmen ist. Kritikerlob erhielt seinerzeit hingegen Kühns  Film Wahlverwandtschaften, eine Adaption des Romans Die Wahlverwandtschaften von Goethe. Die Verfilmung betont neben der psychologisch-naturwissenschaftlich angelegten Modellsituation der Vorlage auch den sozialen Bezug der doppelten Partnerbeziehung.
Nach eigenem Drehbuch entstand mit dem Gegenwartsfilm Don Juan, Karl-Liebknecht-Str. 78 1980 das Psychogramm eines unbequemen Opernregisseurs. Im Jahr 1981 sollte der Film Schwarzweiß und Farbe entstehen, in dem es um den Konflikt eines Fotografen mit dem Zwang zur geschönten Berichterstattung beim Bau des Kernkraftwerks Greifswald ging. Nach Drehbeginn mussten die Arbeiten am Film aus politischen Gründen abgebrochen werden.
1984 verfilmte er die Novelle Romeo und Julia auf dem Dorfe von Gottfried Keller.
Sein folgender Film Der Traum vom Elch basiert auf einem Roman von Herbert Otto. Seine Erlebnisse im Haus der Großmutter während des Krieges verarbeitete Kühn 1986 in der Komödie Kindheit, Platow-Darsteller Fritz Marquardt spielte dort einen Schweinedompteur in einem Wanderzirkus.
Ein internationaler Erfolg wurde Die Schauspielerin, ein Film über eine arische Frau, die in der Zeit des Nationalsozialismus ihre Karriere aufgibt und aus Liebe ans Jüdische Theater wechselt. Die Hauptdarstellerin Corinna Harfouch erhielt auf dem Internationalen Filmfestival Karlovy Vary den Grand Prix als beste Darstellerin. Nach diesem zweiten Karriere-Höhepunkt geriet Kühn mit seinem langjährigen Projekt, Karl Mickels antistalinistischen Stoff Volk Entscheid zu verfilmen, in die Wirren der Wende: Die Dreharbeiten wurden 1989 abgebrochen.
Danach realisierte Kühn den Film Heute sterben immer nur die andern (1991) über eine an Krebs erkrankte Frau mit Katrin Sass in der Hauptrolle. Sein letzter Film war Die Lügnerin (1992), dessen Drehbuch Regine Kühn geschrieben hatte, die Hauptrolle spielte Katharina Thalbach. Danach verfasste Kühn Drehbücher und literarische Texte.
Von 1963 bis 1980 war Kühn mit der Drehbuchautorin Regine Kühn und von 1991 bis 2004 mit der Schauspielerin Katrin Sass verheiratet. Seit 2010 lebt er mit seiner dritten Ehefrau Irma Grefte im Gutshaus Groß Jehser bei Calau.
Sein schriftliches Archiv befindet sich im Archiv der Akademie der Künste in Berlin.

## Filmografie
Als Regisseur:
- 1966: Sie kommen nicht wieder (Oni ne proidut)
- 1970: Im Spannungsfeld
- 1971: Zeit der Störche
- 1973: Das rote Plakat
- 1973: Das zweite Leben des Friedrich Wilhelm Georg Platow
- 1974: Wahlverwandtschaften
- 1977: Unterwegs nach Atlantis
- 1980: Don Juan – Karl-Liebknecht-Str. 78
- 1984: Romeo und Julia auf dem Dorfe (nach Gottfried Keller)
- 1985: Der Traum vom Elch (nach Herbert Otto)
- 1987: Kindheit
- 1988: Die Schauspielerin
- 1991: Heute sterben immer nur die andern
- 1992: Die Lügnerin

Als Darsteller:
- 1979: Addio, piccola mia (Darsteller)

## Buchveröffentlichungen
- Die Erdorgel oder Wunderbare abgründige Welt. Neues Leben, Berlin 2018, ISBN 978-3-355-01870-8.
- Du küsst wie Rachmaninow. Eine Liebesgeschichte. Eulenspiegel Verlag, Berlin 2022, ISBN 978-3-359-03030-0.
- Mein herzzerreißender Feind. Und andere Erzählungen. Eulenspiegel Verlag, Berlin 2024, ISBN 978-3-359-03067-6.

## Auszeichnungen
- 1989: Kunstpreis des FDGB im Kollektiv für Die Schauspielerin